# بين السطور (مسلسل)
بين السطور هو مسلسل تلفزيوني مصري عُرض في عام 2024، من بطولة صبا مبارك وأحمد فهمي، من تأليف مريم نعوم ونجلاء الحديني ومن إخراج وائل فرج.

## قصة المسلسل
تحاول الإعلامية (هند سالم) التقدم أكثر في عملها عن طريق البحث عن استضافة شخص مشهور، إلا أنها بسبب ذلك تتورط في قضية كبيرة تكشف الكثير عن ماضيها وعن وجود قصة حب قديمة مع هذا الشخص.

## طاقم التمثيل
- صبا مبارك: (هند سالم )
- أحمد فهمي: (حاتم عز الدين)
- محمد علاء: (جمال عبد الكريم - جيمي أندرسون)
- ناردين فرج: (هدى)
- علي الطيب: (المقدم علاء مجدي)
- وليد فواز: (محمود)
- سلمى أبو ضيف: (ملك شهاب)
- باسل الزارو: (يحيى خطاب)
- شادي عبد الرحمن: (السكرتير)
- ليلى عز العرب: (والدة حاتم )
- أيمن عزب: (نبيل - صاحب قناة TV14 -)
- عمر شرقي: (رامي سكوت)

## فريق العمل
- إخراج: وائل فرج
- تأليف: مريم نعوم، نجلاء الحديني
- إنتاج: مجموعة إم بي سي
- مدير التصوير: محمد عبد الرؤوف
- موسيقى تصويرية: خالد الكمار